# Freddie Roman
Freddie Roman (nacido como Fred Kirschenbaum; Jamaica, 28 de mayo de 1937 - Boynton Beach Florida, 26 de noviembre del 2022) fue un comediante estadounidense, conocido por sus frecuentes apariciones en los hoteles Borscht Belt.

## Biografía
Roman creció en Jamaica, Nueva York. Su padre era vendedor de zapatos. Su tío y abuelo eran dueños del Crystal Spring Hotel en Catskills. Allí, Freddie tuvo la oportunidad de ser maestro de ceremonias en las noches de verano a los quince años. Se convirtió en un cómico adolescente en pequeños centros turísticos, pero luego dejó el mundo del espectáculo para trabajar para su padre. Se convirtió en propietario de una tienda de zapatos para damas, pero pronto se dio cuenta de que su verdadero amor "no estaba en el negocio del calzado, sino en el mundo del espectáculo".

## Carrera
Roman comenzó su carrera actuando como comediante en lugares turísticos, incluido en las cadenas de hoteles Caesars Palace en Las Vegas Strip y Harrah's en Atlantic City. Continuó actuando, hasta bien entrados sus últimos años.
El Friars Club cambió su estatuto máximo de dos mandatos para que Roman pudiera permanecer como su decano. En última instancia, fue sucedido por Larry King, quien fue el próximo decano de The Friars Club.
Roman coescribió y protagonizó el espectáculo teatral Catskills en Broadway, además de aparecer en varias películas.

## Vida personal
Roman residía en Boynton Beach, Florida.
Tuvo un hijo llamado Alan Kirschenbaum, fallecido en el 2012. Falleció tras una breve enfermedad el 26 de noviembre del 2022.